# アルノール・シグルズソン
- アルノル・シグルドソン

アルノール・シグルズソン（Arnór Sigurdsson, 1999年5月15日 - ）は、アイスランド・アクラネース出身のサッカー選手。EFLチャンピオンシップ・ブラックバーン・ローヴァーズ所属。ポジションはミッドフィールダー。アイスランド代表。

## クラブ歴
2015年に16歳でÍAアクラネースのトップチームに昇格し、10月3日のÍBヴェストマンナエイヤ戦でプロデビュー。2017年3月にIFKノルシェーピンに移籍。2年目の2018年シーズンに先発に定着し、シーズン途中まで17試合3ゴールを記録した。
2018年8月31日、PFC CSKAモスクワと契約。11月7日のUEFAチャンピオンズリーグ (CL)グループリーグGのASローマ戦でゴールを記録。更に12月12日の同じくCLグループリーグ戦のレアル・マドリード戦でもゴールを決め、敵地エスタディオ・サンティアゴ・ベルナベウで3-0の大勝に貢献した。
2021年7月30日、ヴェネツィアFCに1年間のローン移籍で加入したことが発表された。
2022年7月14日、2023年6月まで古巣IFKノルシェーピンにレンタル移籍されることが決定した。
2023年6月21日、ブラックバーン・ローヴァーズFCにレンタル移籍した。12月26日に完全移籍となった。

## 代表歴
プロデビュー前の2015年から、ユース世代のアイスランド代表の主軸として活躍。2018 FIFAワールドカップ後の2018年11月にフル代表初招集。16日のUEFAネーションズリーグのベルギー戦でフル代表初出場。2019年10月15日のUEFA EURO 2020予選のアンドラ戦で代表初ゴールを決めた。